# Archie Roboostoff
Archie Vincent Roboostoff (Shanghái; 9 de octubre de 1951-Granite Bay; 29 de julio de 2019) fue un delantero de fútbol estadounidense nacido en la República Popular China que pasó cinco temporadas en la North American Soccer League. Fue miembro del equipo de Estados Unidos en los Juegos Olímpicos de 1972.

## Trayectoria
En 1974, firmó con San Jose Earthquakes de la North American Soccer League. Pasó la temporada 1974 y 1975 en San José antes de ser cambiado a San Diego Jaws.
Solo duró una campaña en San Diego antes de mudarse a Portland Timbers para la temporada de 1977. En 1978, jugó tres partidos en Portland para luego ser trasladado al Oakland Stompers.

## Selección nacional
En 1971 cuando comenzó el proceso de clasificación para los Juegos Olímpicos de 1972 que se celebraron en Múnich, en ese momento jugaba para el Concordia Athletic Club en la Liga de San Francisco. Jugó los tres partidos en la olimpiada y se fue con dos derrotas y un empate.
Después de los Juegos, fue llamado a la selección mayor. Obtuvo su primer duelo cuando reemplazó a Emmanuel Georges en el medio tiempo el 10 de agosto de 1973, en una pérdida ante Polonia.

### Participaciones en Juegos Olímpicos
| Torneo                   | Sede   | Resultado    |
| ------------------------ | ------ | ------------ |
| Juegos Olímpicos de 1972 | Múnich | Primera fase |

## Clubes
| Club                 | País           | Año       |
| -------------------- | -------------- | --------- |
| Concordia AC         | Estados Unidos | 1971-1973 |
| San Jose Earthquakes | Estados Unidos | 1974-1975 |
| San Diego Jaws       | Estados Unidos | 1976      |
| Portland Timbers     | Estados Unidos | 1977-1978 |
| Oakland Stompers     | Estados Unidos | 1978      |

## Palmarés

### Títulos nacionales
| Título                              | Equipo               | País           | Año  |
| ----------------------------------- | -------------------- | -------------- | ---- |
| North American Soccer League Indoor | San Jose Earthquakes | Estados Unidos | 1975 |